# Albrecht Schönherr

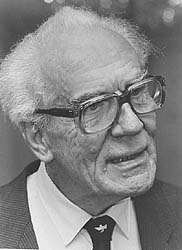
Albrecht Schönherr (1993)

Albrecht Friedrich Schönherr (* 11. September 1911 in Katscher, Schlesien; † 9. März 2009 in Potsdam) war ein deutscher evangelischer Theologe und Bischof.

## Leben
Albrecht Schönherr war Sohn eines preußischen Katasterbeamten, der im Ersten Weltkrieg 1918 als Offizier fiel. Schönherr wuchs bei seiner Mutter in Neuruppin auf, wo er von 1918 bis 1929 das Friedrich-Wilhelm-Gymnasium besuchte. Als Primaner leitete er dort den Schülerbibelkreis.
Schönherr begann 1929 ein Theologiestudium an der Eberhard Karls Universität Tübingen, das er 1931 an der Friedrich-Wilhelms-Universität in Berlin fortsetzte. Dort lernte er den Theologen Dietrich Bonhoeffer kennen, dessen ihn prägende Bekanntschaft er später beim Besuch des Predigerseminars der Bekennenden Kirche in Finkenwalde auf Zingst vertiefte. Nach seinem ersten theologischen Examen war er bis 1934 Vikar in Potsdam. 1934 schloss sich Schönherr der Bekennenden Kirche an und arbeitete im studentischen Bonhoefferkreis mit.
Am 5. April 1936 in der St. Annen-Kirche in Berlin-Dahlem durch den Generalsuperintendenten Otto Dibelius ordiniert, war Schönherr anschließend in Greifswald als Pfarrer tätig, bis er 1937 auf persönlichen Wunsch des pensionierten Generalfeldmarschalls August von Mackensen auf dessen Besitz Brüssow in der Uckermark zu seiner ersten Pfarrstelle kam. Im Zweiten Weltkrieg diente Schönherr von Januar bis Dezember 1940 und von Mai 1942 bis Mai 1945 als Soldat. Während seiner britischen Kriegsgefangenschaft in Italien bis Mai 1946 richtete er als Lagerpfarrer in Tarent ein Seminar für die kriegsgefangenen Theologiestudenten ein.
Nach der Rückkehr nach Deutschland im Jahr 1946 war Schönherr in der Sowjetischen Besatzungszone (SBZ), der späteren DDR, Gemeindepfarrer an der Domkirche St. Peter und Paul in Brandenburg an der Havel, Superintendent des Kirchenkreises Brandenburg Dom, Domdechant und 1951 bis 1962 Direktor des Predigerseminars in Brandenburg. Er zählte 1958 zu den Mitbegründern des „Weißenseer Arbeitskreises“. Gleichzeitig begann seine Mitarbeit in der Christlichen Friedenskonferenz (CFK).
1953 realisierte Albrecht Schönherr in der Krypta des Domes von Brandenburg den seit 1949 gehegten Gedanken einer „Gedächtnisstätte für die Blutzeugen des Kirchenkampfes“. Der Oranienburger Künstler und evangelische Laienprediger Wilhelm Groß fertigte eine Holzschatulle auf einem Gestell. Auf Karton wurden damals bekannte Namen des christlichen Widerstandes geschrieben, durch einen Bibelvers ergänzt und in diesen Kasten gelegt. Als Vorlage für die Namen diente das „Gedenkbuch für die Blutzeugen der Bekennenden Kirche“ von Bernhard Heinrich Forck. Hinzugefügt wurde lediglich der Name des Totalverweigerers Hermann Stöhr. Damit wurde zum ersten Mal ein Kriegsdienstverweigerer öffentlich gewürdigt.
Im Jahr 1963 wurde er Generalsuperintendent des neu geschaffenen Sprengels Eberswalde und 1967 bis 1972 Verwalter des Bischofsamtes der Evangelischen Kirche in Berlin-Brandenburg für Ost-Berlin und Brandenburg, nachdem die DDR dem in Ost-Berlin wohnenden Bischof Kurt Scharf nach einem dienstlichen Besuch in West-Berlin die Rückkehr verweigert hatte. In dieser Funktion protestierte Schönherr mit einem Brief an Walter Ulbricht im Mai 1968 erfolglos gegen die Sprengung der Garnisonkirche in Potsdam.
Von 1969 bis 1981 war Schönherr Vorsitzender der Konferenz der Evangelischen Kirchenleitung und damit Vorsitzender des Bundes der Evangelischen Kirchen in der DDR. Letzterer war 1969 gegründet worden, nachdem die DDR 1968 alle ihre Grenzen übergreifenden Organisationen für illegal erklärt hatte. Von 1972 bis 1981 war Schönherr Bischof der Region Ost der Evangelischen Kirche in Berlin-Brandenburg. Am 12. Februar 1973 führte ihn der Görlitzer Bischof Hans-Joachim Fränkel in einem Gottesdienst in Berlin in sein Amt ein. Als Vertreter der Westregion der Evangelischen Kirche in Berlin-Brandenburg assistierte der Berliner Propst Wilhelm Dittmann.
Die Bildung des Kirchenbundes verschaffte der DDR-Kirche auch einen Platz neben der Evangelischen Kirche in Deutschland (EKD) in der Weltkirche. Albrecht Schönherr arbeitete so in der Kommission für Internationale Angelegenheiten des Ökumenischen Rates der Kirchen in Genf mit. Lange bevor das Vereinigte Königreich die DDR anerkannte, luden 1972 die britischen Kirchen Schönherr nach England ein, wo er auch den Erzbischof von Canterbury, Arthur Michael Ramsey, besuchte. Zum Remembrance Sunday erhielt er einen Ehrenplatz neben der Königinmutter am Londoner Kenotaph bei der alljährlichen Militärzeremonie in Whitehall.
Schönherr war maßgeblich an der innerkirchlichen Verständigung auf die Formel „Kirche im Sozialismus“ („nicht gegen, nicht neben, sondern im Sozialismus“) beteiligt, die in Anlehnung an Bonhoeffer als „Kirche für andere“ interpretiert wurde. Das Treffen zwischen der von ihm geleiteten Delegation des Bundes der Evangelischen Kirchen in der DDR und dem Staatsratsvorsitzenden der DDR, Erich Honecker, am 6. März 1978 markierte die Wende zu einer moderateren Kirchenpolitik, die der evangelischen Kirche Autonomiegewinne im Gegenzug für Konfrontationsverzicht versprach. Schönherr hatte Anteil an der Trennung der Kirchen in der DDR von der EKD. Seine Haltung, die DDR als Obrigkeit anzuerkennen, brachte ihm den Vorwurf der Anpassung oder gar der Komplizenschaft ein.
In seiner Zeit als Vorsitzender des Bundes der Evangelischen Kirchen in der DDR wirkte Schönherr am Zustandekommen des ersten und zweiten Kirchen-Sonderbauprogramms in der DDR entscheidend mit.

„Gegen die Meinung mancher Leute, dass die Kirche ohne Zukunft sei, bedeutet ein solcher Bau ein Zeichen dafür, dass es mit der Gemeinde Jesu Christi weitergehen wird. Wir bauen mit Hoffnung. Das ist der entscheidende Baustoff, den wir beizufügen haben.“

Nach dem Eintritt Schönherrs in den Ruhestand wurde Gottfried Forck 1981 sein Nachfolger im Amt des Bischofs der Ostregion der Evangelischen Kirche in Berlin-Brandenburg. Doch auch im Ruhestand meldete er sich noch zu Wort: Er beteiligte sich am 27. Juni 1982 in der Erlöserkirche in Berlin-Lichtenberg an der ersten Friedenswerkstatt, die gemeinsam von Friedensinitiativen und der Leitung der Evangelischen Kirche Berlin-Brandenburg organisiert wurde. 1989 setzte er sich in einem Brief an den Staatsratsvorsitzenden und SED-Generalsekretär Erich Honecker auf Bitten Manfred Stolpes erfolgreich dafür ein, dass auch DDR-Christen zum Deutschen Evangelischen Kirchentag 1989 nach Berlin (West) reisen durften.
Die Stadt Brandenburg benannte 2011 zum Andenken an sein Wirken die 1996 errichtete „Himmelsbrücke“, die den Grillendamm mit der Dominsel Brandenburg verbindet, in „Albrecht Schönherr-Brücke“ um.

## Familie
Albrecht Schönherr war in erster Ehe mit Hildegard Enterlein (1912–1962) verheiratet. Er lernte sie im studentischen Bonhoefferkreis kennen. Das Paar wurde am 15. April 1936 durch Bonhoeffer in der Dorfkirche Falkenhagen in Falkensee bei Berlin getraut. In der Ehe wurden sechs Kinder geboren. Nach dem frühen Tod seiner Ehefrau 1962 war Schönherr ab 1963 in zweiter Ehe mit der Theologin Annemarie Schönherr verheiratet. Sein Sohn aus erster Ehe Dietrich Schönherr (1947–2023) war von 1981 bis 2010 Kantor und Dozent für Musik am Kirchlichen Oberseminar in Potsdam-Hermannswerder, danach am dortigen Evangelischen Gymnasium.

## Schriften (Auswahl)

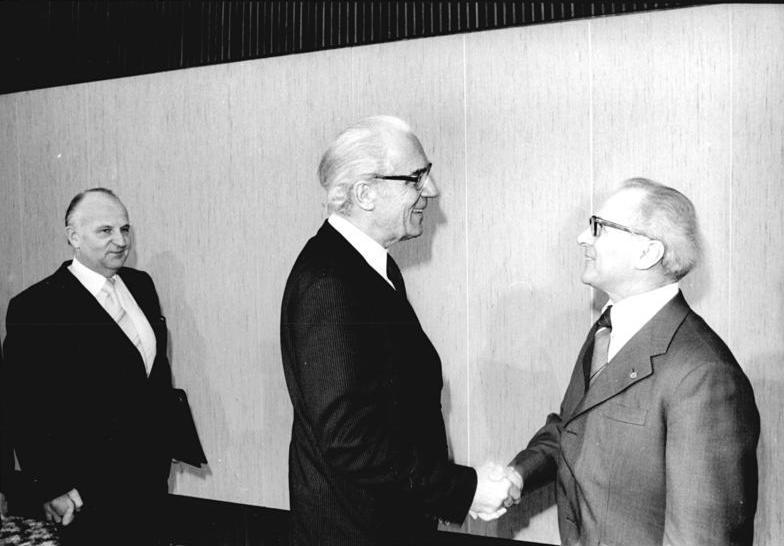
Erich Honecker begrüßt Bischof Albrecht Schönherr, den Vorsitzenden der Konferenz der Evangelischen Kirchenleitungen in der DDR (1978)

- Lutherische Privatbeichte. Vandenhoeck & Ruprecht, Göttingen 1938.
- Kleine Predigtlehre. Evangelische Verlagsanstalt, Berlin 1954.
- Kirchenzucht. Verlegenheit und Auftrag. Mohn, Gütersloh 1966.
- Horizont und Mitte. Aufsätze, Vorträge, Reden 1953–1977. Evangelische Verlagsanstalt, Berlin 1979.
- Zum Weg der evangelischen Kirchen in der DDR. Union Verlag, Berlin 1986.
- Als Hrsg.: Dietrich Bonhoeffer: Gemeinsames Leben/Das Gebetbuch der Bibel. Evangelische Verlagsanstalt, Berlin 1988. ISBN 3-579-01875-2.
- Als Hrsg.: Ein Volk am Pranger Die Deutschen auf der Suche nach einer neuen politischen Kultur. Aufbau-Taschenbuch-Verlag, Berlin 1991.
- Abenteuer der Nachfolge. Reden und Aufsätze 1978–1988. Wichern Verlag, Berlin 1988. ISBN 978-3-88981-037-3.
- Gratwanderung. Gedanken über den Weg des Bunds der Ev. Kirchen in der DDR. Evangelische Verlagsanstalt Leipzig 1992
- … aber die Zeit war nicht verloren. Erinnerungen eines Altbischofs. Aufbau-Verlag Berlin 1993, ISBN 3-351-02407-X (Autobiografie).
- Gesprochen zur Zeit und zur Unzeit. Reden, Aufsätze, Predigten 1973–1994. Aufbau-Verlag Berlin 1995, ISBN 978-3-7466-8012-5.
- mit H. Enterlein: Laßt es uns trotzdem miteinander versuchen. Brautbriefe aus der Zeit des Kirchenkampfes 1935–1936. Kaiser Verlag, Gütersloh 1997, ISBN 978-3-579-01896-6.

## Auszeichnungen
- 1963: Ehrendoktor der Theologie erhalten von der Universität Greifswald und der reformierten Hochschule in Debrecen (Ungarn)
- 2002: Großes Bundesverdienstkreuz mit Stern
- 2005: Verdienstorden des Landes Brandenburg